# Nazira Zain al-Din
Nazira Zain al-Din   (Constantinoble, 1908 - Beirut, 1976) va ser una erudita libanesa drusa. Va criticar la cultura àrab pel que, segons ella, eren les seves pràctiques «degradants».
Va criticar el tradicional «vel de cap a peus» que portaven les dones musulmanes en aquell moment. També és coneguda per la seva franquesa sobre l'exclusió i reclusió de les dones. Va passar gran part de la seva vida escrivint i defensant la identitat i la igualtat de les dones al món àrab.

## Joventut i educació
Nazira Zain al-Din era filla de Shaykh Saeed Zainal Din, un jutge de l'Alt Tribunal d'Apel·lacions del Líban i un erudit intel·lectual de la religió islàmica. Si bé va passar la major part de la seva vida a Ayn Qani (Líban), va néixer a Istanbul, on el seu pare ocupava un càrrec en aquell moment. A causa dels seus antecedents en el món intel·lectual, el seu pare va donar suport als seus esforços educatius i la va enviar a una escola catòlica francesa al Líban. Nazira i la seva germana Munira van ser les primeres noies druses a ser admeses a l'escola St Joseph de l'Apparition i al convent de les Germanes de Natzaret, les escoles catòliques franceses a les quals van assistir per a la seva educació primària. A més d'aquesta educació catòlica francesa, el pare d'al-Din es va assegurar que també estigués ben educada en l'Islam. Coneixia bé l'Alcorà, el Hadit i la Xaria (llei islàmica), tots els quals van tenir un paper increïblement important en les seves obres literàries. També va poder estudiar i conversar amb diversos estudiosos islàmics (ulema) durant la seva vida. Molts d'aquests estudiosos eren bons amics del seu pare i passaven molt de temps a casa seva. Quan era una dona jove, Nadira Zain al-Din era considerada una persona extremadament culta, especialment pel que fa al tema de l'islamisme.
Després de graduar-se a l'escola del convent de les Germanes de Natzaret, al-Din va voler seguir una educació mèdica a St. Joseph's, una escola jesuïta exclusivament masculina a Beirut. Malauradament, se li va negar l'entrada perquè era una dona. Va decidir assistir al Lycée Français Laique, una institució francesa mixta on es va graduar al capdavant de la seva promoció, fins i tot sobretot als alumnes francesos. Després de graduar-se al Lycée Français Laique, va decidir no cursar cap altra educació superior i a partir d'aquí al-Din va poder començar la seva carrera d'escriptora.

## Carrera literària
Va publicar les seves dues primeres obres l'any 1928, quan tenia 20 anys d'edat. El primer, Descobrint i cobrint amb un vel: conferències i visions sobre l'alliberament de la dona i la renovació social al món àrab, precedeix uns mesos a La jove i els xeics. Aquest últim llibre es veu com una col·lecció de respostes directes a les crítiques que va rebre de la comunitat àrab pel que fa a Descobrint i cobrint amb un vel. La jove i els xeics intenta retreure els arguments fets pels crítics sobre la validesa i credibilitat de Descobrint i cobrint amb un vel. En ell, Al-Din afirma que va escriure el seu primer llibre «sense acompanyant ni ajuda, excepte plomes i tinters, llibres i papers». Això va ser en resposta als arguments que Descobrint i cobrint amb un vel va ser plagiat i recolzat pels esforços missioners cristians. També es descriu com una «musulmana sincera de la veritat» que només va escriure sobre el que «Déu Totpoderós» ha volgut, tot i ser drusa, un grup etnoreligiós les pràctiques del qual no són considerades islàmiques per la majoria dels musulmans.

### Obra
- Descobrint i cobrint amb un vel: conferències i visions sobre l'alliberament de la dona i la renovació social al món àrab (Al-Sufur wal hijab) 1928.[1]
- La jove i els xeics (Al-Fatah wa al-Shuyukh) 1928.[1]

### Impacte i llegat
Malgrat la seva utilització de proves de diversos textos sagrats, els llibres d'al-Din van causar un gran escàndol entre la comunitat clerical musulmana. Les seves obres van ser prohibides per molts líders del clergat islàmic, i els membres de la comunitat musulmana van ser instats a no comprar-los ni vendre'ls. al-Din també va ser acusada de plagi i ateisme per molts d'aquests clergues islàmics. Malgrat moltes fonts d'oposició, al-Din va rebre el suport d'uns quants grups musulmans influents, un d'ells era la coneguda revista Egyptian Women. Aquest grup va donar suport a les afirmacions d'al-Din sobre els drets de les dones musulmanes i va publicar parts del seu primer llibre en molts idiomes.
Les obres d'al-Din es van considerar una resposta necessària al vel de les dones de l'Orient Mitjà durant aquella època. A la seva llar del Líban i en moltes altres parts de l'Orient Mitjà, les dones no podien sortir de casa sense la cara coberta. Això va passar en un moment abans que les mateixes dones reclamessin el dret a portar el vel com a forma d'expressar personalment la seva fe. Durant la dècada del 1920, aquesta cobertura «de cap a peus» va ser vista com una font d'opressió i reclusió, «procedent de la lògica de la propietat masculina i l'objectivació femenina». La resposta d'al-Din a aquest problema social va deixar un impacte notable en la comunitat musulmana. Va ser una de les primeres dones a utilitzar l'Alcorà i altres textos sagrats per qüestionar nocions que es pensava que s'havien originat a partir d'ells. Ambdues obres van qüestionar la validesa de les interpretacions misògines tant de l'Alcorà com del Hadit. En lloc de confiar en aquestes interpretacions, va instar els membres de la comunitat musulmana a utilitzar la raó i el judici individuals per distingir entre allò que es considera moral i allò que no ho és.

## Darrers anys
Finalment, va ser superada per l'oposició de la majoria dels musulmans i els seus companys drusos a les seves crítiques d'influència occidental a la cultura àrab. Membre de la classe alta, va deixar d'escriure després d'uns cinc anys i es va establir amb el seu marit i els seus tres fills a la seva mansió a Baaqline (Líban).
Va morir el 1976 a l'edat de 68 anys. Se sap molt poc sobre la vida d'al-Din durant les dècades posteriors als seus escrits i diatribes contra la cultura àrab.